# ウィリアム・モンタギュー・ブラウン

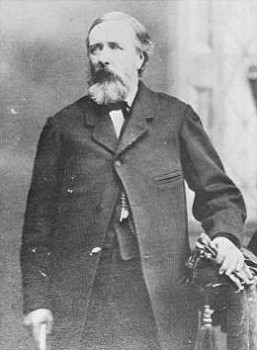
ウィリアム・ブラウン

ウィリアム・モンタギュー・ブラウン（William Montague Browne, 1827年7月7日 - 1883年4月28日）は、アメリカ連合国の政治家。アメリカ連合国国務長官代行、アメリカ連合国国務次官補、およびアメリカ連合国大統領補佐官を務めた。

## 青年期
1827年、ブラウンはアイルランドのダブリンにおいて、D・ジェフリー・ブラウン伯爵の息子として生まれた。ブラウンはラグビー私立高等学校で学んだ後、トリニティ・カレッジとアイルランド国立大学を卒業した。その後イギリスにおいて外交官となり、1853年のクリミア戦争発生まで勤務した。

## 雑誌記者
1853年、ブラウンはアメリカ合衆国のニューヨーク市へ移住し、雑誌『ジャーナル・オヴ・コマース』の政治部編集長となった。1857年、ブラウンはワシントンD.C.へ転居し、親ブキャナン的な雑誌『コンスティチューション』を発刊した。

## 南部連合
1861年、ブラウンは友人のハウエル・コブとともにジョージア州アセンズへ移った。そしてアメリカ連合国臨時議会が開催されたアラバマ州モンゴメリーおいて、コブの仲介でジェファーソン・デイヴィスと知り合った。デイヴィスは連合国陸軍の義勇兵募集に関連してデイヴィスの個人スタッフとなり、デイヴィスが連合国初代大統領に選出されると、ブラウンは連合国国務省に入省した。
1862年2月、ロバート・ハンターがアメリカ連合国国務長官を辞任すると、デイヴィス大統領はブラウンを臨時代行として指名した。ブラウンはジュダ・ベンジャミンが正式な後任として決まるまでのおよそ1ヶ月間、国務長官代行を務めた。またその間、連合国下院との緊密な連携の必要性が高まってきたことから、2月20日にブラウンは国務次官補に指名された。
1862年4月、デイヴィス大統領はブラウンを国務次官補から大統領補佐官に配置換えし、周辺体制の強化を図った。1864年11月、デイヴィス大統領はブラウンを暫定的に准将に指定し、ジョージア州サバンナの防衛に当たらせた。ブラウンはヒュー・マーサー准将の下で戦ったが、合衆国将軍ウィリアム・シャーマンの進撃の前にサバンナは陥落し、翌1865年、ブラウンは合衆国軍により拘束された。

## 晩年
終戦後、准将として釈放されたブラウンは、アセンズに戻った。1866年、ブラウンはジョージア大学を卒業し法学の学位を取得し弁護士業を開業したが間もなく廃業し、農業雑誌を発刊した。またその間、連合国副大統領アレクサンダー・スティーヴンズの伝記を執筆した。1874年、ブラウンはジョージア大学において歴史学と憲法学の教授となった。
1883年、ブラウンはジョージア州アセンズで死去した。ブラウンの遺体はアセンズ市内のオーコーニーヒル墓地に埋葬された。